# 抗大五分校旧址
抗大五分校旧址，位于江苏省盐城市亭湖区，是中华人民共和国江苏省文物保护单位之一。

## 历史
1982年3月25日，授予江苏省文物保护单位，是一座近现代历史遗迹及革命纪念建筑物。